# Lista de prefeitos de Berlim

## Prefeitos de Berlim - (1809 — 1948)
| Nome                                      | início do mandato      | fim do mandato         |
| Carl Friedrich Leopold von Gerlach        | 8 de maio de 1809      | 8 de junho de 1813     |
| Johann Stephan Gottfried Büsching         | fevereiro de 1814      | março de 1832          |
| Friedrich Wilhelm Leopold von Bärensprung | março de 1832          | 6 de outubro de 1834   |
| Heinrich Wilhelm Krausnick                | 6 de outubro de 1834   | 20 de março de 1848    |
| Franz Christian Naunyn                    | 20 de março de 1848    | 23 de janeiro de 1851  |
| Heinrich Wilhelm Krausnick                | 23 de janeiro de 1851  | 30 de dezembro de 1862 |
| Carl Theodor Seydel                       | 12 de janeiro de 1863  | 1 de abril de 1872     |
| Arthur Johnson Hobrecht                   | 1 de abril de 1872     | 1878                   |
| Max von Forckenbeck                       | 21 de novembro de 1878 | 26 de maio de 1892     |
| Robert Zelle                              | 29 de setembro de 1892 | 30 de setembro de 1898 |
| Martin Kirschner                          | 23 de dezembro de 1899 | 31 de agosto de 1912   |
| Adolf Wermuth                             | 1 de setembro de 1912  | 25 de novembro de 1920 |
| Gustav Böß                                | 20 de janeiro de 1921  | 7 de novembro de 1929  |
| Arthur Scholz                             | novembro de 1929       | 14 de abril de 1931    |
| Heinrich Sahm                             | 14 de abril de 1931    | 18 de dezembro de 1935 |
| Oskar Maretzky                            | 19 de dezembro de 1935 | 31 de março de 1937    |
| Julius Lippert                            | 1 de abril de 1937     | julho de 1940          |
| Ludwig Steeg                              | julho de 1940          | abril de 1945          |
| Arthur Werner                             | 17 de maio de 1945     | 5 de dezembro de 1946  |
| Otto Ostrowski                            | 5 de dezembro de 1946  | 17 de abril de 1947    |
| Louise Schroeder                          | 17 de abril de 1947    | 7 de dezembro de 1948  |
| Ferdinand Friedensburg                    | 14 de agosto de 1948   | 1 de dezembro de 1948  |

## Prefeitos de Berlim Oriental - (1948 — 1991)
| Nome                   | início do mandato       | fim do mandato          |
| Friedrich Ebert Junior | 30 de novembro de 1948  | 5 de julho de 1967      |
| Herbert Fechner        | 5 de julho de 1967      | 11 de fevereiro de 1974 |
| Erhard Krack           | 11 de fevereiro de 1974 | 15 de fevereiro de 1990 |
| Ingrid Pankraz         | 15 de fevereiro de 1990 | 23 de fevereiro de 1990 |
| Christian Hartenhauer  | 23 de fevereiro de 1990 | 30 de maio de 1990      |
| Tino Schwierzina       | 30 de maio de 1990      | 11 de janeiro de 1991   |
| Thomas Krüger          | 11 de janeiro de 1991   | 24 de janeiro de 1991   |

## Prefeitos de Berlim Ocidental - (1948 — 1991)
| Nome                   | início do mandato      | fim do mandato         |
| Ernst Reuter           | 7 de dezembro de 1948  | 29 de setembro de 1953 |
| Walther Schreiber      | 22 de outubro de 1953  | 11 de janeiro de 1955  |
| Otto Suhr              | 11 de janeiro de 1955  | 30 de agosto de 1957   |
| Franz Amrehn           | 30 de agosto de 1957   | 3 de outubro de 1957   |
| Willy Brandt           | 3 de outubro de 1957   | 1 de dezembro de 1966  |
| Heinrich Albertz       | 1 de dezembro de 1966  | 19 de outubro de 1967  |
| Klaus Schütz           | 19 de outubro de 1967  | 2 de maio de 1977      |
| Dietrich Stobbe        | 2 de maio de 1977      | 23 de janeiro de 1981  |
| Hans-Jochen Vogel      | 23 de janeiro de 1981  | 11 de junho de 1981    |
| Richard von Weizsäcker | 11 de junho de 1981    | 9 de fevereiro de 1984 |
| Eberhard Diepgen       | 9 de fevereiro de 1984 | 16 de março de 1989    |
| Walter Momper          | 16 de março de 1989    | 24 de janeiro de 1991  |

## Prefeitos de Berlim - (1991 —atualidade)
| Nome             | início do mandato     | fim do mandato      |
| Eberhard Diepgen | 24 de janeiro de 1991 | 16 de junho de 2001 |
| Klaus Wowereit   | 16 de junho de 2001   | atualidade          |